# لیزا ترچ
لیزا تِرچ (آلمانی: Lisa Tertsch؛ زادهٔ ۱ دسامبر ۱۹۹۸) ورزشکار  سه‌گانه و دوی صحرانوردی اهل آلمان است که در مسابقات کشوری و بین‌المللی در مجموع برندهٔ ۲ مدال طلا شده است.
در سال ۲۰۱۵، لیسا ترچ در مسابقات کاپ جوانان اروپا در پرتغال و اسلوونی برنده شد و نقرهٔ مسابقات امدادی مختلط قهرمانی اروپا را کسب کرد. در سال ۲۰۱۶، قهرمان دوگانهٔ جوانان اروپا و نایب قهرمان جهان در مکزیک شد. او در سال ۲۰۱۸ با تیم زیر ۲۳ سال آلمان مدال طلای دوی صحرانوردی اروپا را به دست آورد. در سال ۲۰۱۹، برنز جهانی سه‌گانهٔ زیر ۲۳ سال را گرفت و در سال ۲۰۲۰ به عنوان ورزشکار سال ETU انتخاب شد. ترچ در سال‌های ۲۰۲۱ و ۲۰۲۳ قهرمان سه‌گانهٔ اسپرانت آلمان شد. او در بازی‌های المپیک ۲۰۲۴، مدال طلا در امدادی مختلط جهانی و جایگاه دوم در مسابقات جهانی هامبورگ را کسب کرد.

## حرفه

### حرفهٔ جوانی
در سال ۲۰۱۵، او در مسابقات کاپ جوانان اروپا در کوارتیرای پرتغال و بلد، اسلوونی پیروز شد و در مسابقات مختلط امدادی در مسابقات قهرمانی سه‌گانهٔ اروپا در سال ۲۰۱۵ نقره گرفت. در آوریل ۲۰۱۶، او قهرمان دوگانهٔ جوانان اروپا در کالکار شد. ترچ در مسابقات جهانی جوانان در کوزومل، مکزیک، نایب قهرمان شد. در ماه ژوئیهٔ همان سال، قهرمان جوانان آلمان در نورنبرگ شد. او همچنین در مسابقات قهرمانی سه‌گانهٔ اروپا در سال ۲۰۱۶ نقره گرفت، پشت سر کساندر بوگرون.

### دوی صحرانوردی
او در مسابقات قهرمانی دوی صحرانوردی اروپا در سال ۲۰۱۸، با تیم زیر ۲۳ سال آلمان مدال طلا را به دست آورد.

### سه‌گانه

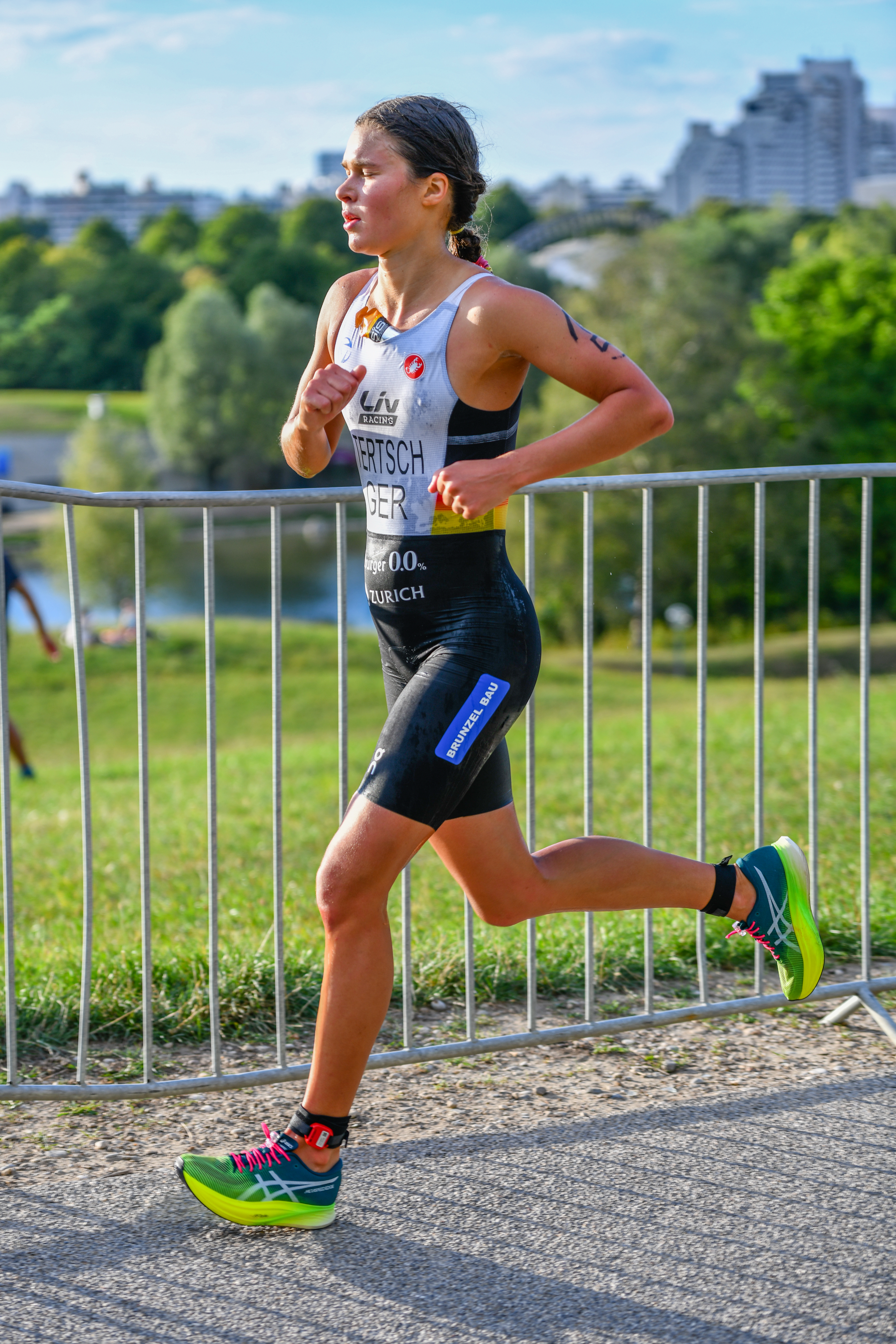
لیزا ترچ در مسابقات قهرمانی سه‌گانهٔ اروپا در سال ۲۰۲۲ در مونیخ

در اوت ۲۰۱۹، او مدال برنز در مسابقات جهانی سه‌گانهٔ زنان زیر ۲۳ سال را در لوزان، سوئیس کسب کرد. در همان سال، او در مسابقات قهرمانی اروپا در ردهٔ زیر ۲۳ سال پیروز شد و در پایان فصل، رتبهٔ اول در رده‌بندی کاپ اروپا را کسب کرد. در فوریهٔ ۲۰۲۰، او به عنوان ورزشکار سال ETU برگزیده شد.
او در سال ۲۰۲۱ قهرمان مسابقات سه‌گانهٔ اسپرانت آلمان در برلین شد و در سال ۲۰۲۳ نیز این عنوان را در دوسلدورف تکرار کرد.
او در تابستان ۲۰۲۲ مدال برنز در مسابقات سری قهرمانی جهانی سه‌گانه در هامبورگ را به دست آورد و در ژوئیهٔ ۲۰۲۴ در مسابقات سری قهرمانی جهانی سه‌گانه هامبورگ در رتبهٔ دوم قرار گرفت.
ترچ در ژوئیهٔ ۲۰۲۴، برندهٔ مدال طلا در  مسابقات قهرمانی امدادی مختلط سه گانه جهانی شد. او در بازی‌های المپیک تابستانی ۲۰۲۴ رقابت کرد. در مسابقهٔ انفرادی که در ۳۱ ژوئیهٔ ۲۰۱۴ برگزار شد، یک تصادف زودهنگام در بخش دوچرخه‌سواری امیدها را برای کسب مدال از بین برد، اما او دوباره توانست در میان ده نفر اول از خط پایان بگذرد. او در بخش تیمی توانست به همراه تیم هلویگ، لاسه لورس، و لورا لیندمان مدال طلا را تصاحب کند.

## زندگی شخصی
او عضو باشگاه ورزشی ASC دارمشتات است و در رشتهٔ اقتصاد در دانشگاه هاروارد تحصیل کرده است.